# Rabiu Afolabi
Rabiu Afolabi (nascut el 18 d'abril de 1980 en Osogbo, Nigèria) és un futbolista nigerià.
Destacà a Bèlgica com a jugador de l'Standard, i amb la selecció de Nigèria.